# Erktjärnen (Lockne socken, Jämtland)
Erktjärnen är en sjö i Östersunds kommun i Jämtland och ingår i Ljungans huvudavrinningsområde.